# Elecciones estatales de Colima de 2015
Las elecciones estatales de Colima de 2015 tuvieron lugar el domingo 7 de junio de 2015 y en ellas se buscó la renovación de los siguientes cargos de elección popular:
- Gobernador de Colima. Titular del Poder Ejecutivo del estado, electo para un periodo de seis años no reelegibles en ningún caso. El candidato electo fue José Ignacio Peralta Sánchez, aunque su triunfo fue impugnado dado el "empate técnico" con el PAN. La elección de Gobernador fue anulada por el Tribunal Electoral del Poder Judicial de la Federación.
- 10 Ayuntamientos. Compuestos por un Presidente Municipal y regidores, electos para un periodo de tres años no reelegibles para el periodo inmediato.
- 25 Diputados al Congreso del Estado. 16 Electos por mayoría relativa en cada uno de los Distrito Electorales y 9 por representación proporcional.

El Tribunal Electoral del Poder Judicial de la Federación ordenó el 23 de octubre de 2015 la anulación de este proceso electoral al validar una denuncia por parte del Partido Acción Nacional. Dicha denuncia era un video en donde Rigoberto Salazar Velasco, entonces secretario de Desarrollo Social de Colima, buscaba que la administración pública del estado apoyara al candidato José Ignacio Peralta Sánchez. El TEPJF declaró que dicho video era suficiente para anular la elección. Salazar negó que haya hecho esa acción afirmando que el video presentado a las autoridades electorales fue editado de manera dolosa. Esta anulación de elección sería la segunda en ser impugnada luego de las Elecciones estatales de Colima de 2003.

## Candidatos a gobernador
Los diez partidos políticos nacionales estarán en posibilidad de registrar candidatos a la gubernatura, de forma individual o mediante candidaturas comunes o coaliciones electorales. La elección de Gobernador fue oficialmente anulada por el Tribunal Electoral del Poder Judicial de la Federación.
|  | 39.65 % |

|  | 39.82 % |

|  | 1.95 % |

|  | 1.76 % |

|  | 11.94 % |

|  | 1.27 % |

|  | 0.61 % |

|  | 0.82 % |

|  | 0.02 % |

|  | 2.10 % |

|  | 100 % |

### Ayuntamiento de Colima
|  | 31.79 % |

|  | 31.63 % |

|  | 1.88 % |

|  | 2.10 % |

|  | 7.36 % |

|  | 18.52 % |

|  | 0 % |

|  | 1.67 % |

|  | 1.27 % |

|  | 0.62 % |

|  | 0.03 % |

|  | 3.07 % |

|  | 100 % |

### Ayuntamientos
| Partido/Alianza | Partido/Alianza                      | Municipios |
| --------------- | ------------------------------------ | ---------- |
|                 | Partido Acción Nacional              | 6          |
|                 | Partido Revolucionario Institucional | 2          |
|                 | Partido de la Revolución Democrática |            |
|                 | Partido del Trabajo                  |            |
|                 | Movimiento Ciudadano                 |            |
|                 | Partido Verde Ecologista de México   | 2          |
|                 | Nueva Alianza                        |            |
|                 | Movimiento de Regeneración Nacional  |            |
|                 | Partido Humanista                    |            |
|                 | Partido Encuentro Social             |            |
|                 |                                      |            |

### Diputados
| Partido/Coalición | Partido/Coalición                    | Mayoría relativa | Proporcional | Total |
| ----------------- | ------------------------------------ | ---------------- | ------------ | ----- |
|                   | Partido Acción Nacional              | 10               | 3            | 13    |
|                   | Partido Revolucionario Institucional | 6                | 1            | 7     |
|                   | Partido de la Revolución Democrática | 0                | 0            | 0     |
|                   | Partido del Trabajo                  | 0                | 1            | 1     |
|                   | Movimiento Ciudadano                 | 0                | 2            | 2     |
|                   | Partido Verde Ecologista de México   | 0                | 1            | 1     |
|                   | Nueva Alianza                        | 0                | 1            | 1     |
|                   | Movimiento de Regeneración Nacional  | 0                | 0            | 0     |
|                   | Partido Humanista                    | 0                | 0            | 0     |
|                   | Partido Encuentro Social             | 0                | 0            | 0     |

## Elecciones internas de los partidos políticos

### Partido Acción Nacional
El actual Senador por Colima, Jorge Luis Preciado Rodríguez, manifestó que se registraría el 14 de febrero como precandidato a la Gubernatura de Colima siempre y cuando saliera beneficiado en una encuesta que se realizaría el 11 de febrero, de no ser así, apoyaría al actual Presidente Municipal de Manzanillo por segunda ocasión, Virgilio Mendoza Amezcua. Sin embargo, se ha mencionado que Mendoza Amezcua declinaría participar con el PAN ya que el PRI, partido en el que militó en el pasado, le habría propuesto de abanderarlo para el mismo cargo.